# State uniti in America
State uniti in America (Some Kind of Hero) è un film del 1982 diretto da Michael Pressman, con protagonista Richard Pryor nei panni di un reduce del Vietnam che ha difficoltà a tornare alla vita da civile.

## Produzione
Il film rimase in fase di sviluppo per diversi anni. Alla fine Richard Pryor accettò di parteciparvi.

### Budget
State uniti in America era uno dei sei film a basso costo messi in produzione dalla Paramount Pictures nel 1981 prima di un imminente sciopero dei registi, con un budget medio che si aggirava tra i 4 e gli 8 milioni di dollari americani. La Paramount in quel periodo era interessata a vedere i risultati di un processo di pre-produzione abbreviato. Gli altri film erano: Lui è mio, Scuola di sesso, I'm Dancing as Fast as I Can, Cane bianco e Ufficiale e gentiluomo. Un settimo film, Young Lust, fu ceduto a un'altra casa di produzione.

## Accoglienza
Il film ebbe recensioni miste, ritenendo che come commedia fosse scadente, ma fu elogiato il commento sociale sui veterani del Vietnam che si sentivano abbandonati dalla società, e la pellicola si rivelò un successo minore al botteghino.